# أميرة الأقزام
أميرة الأقزام هي رواية للكاتب الفرنسي أناتول فرانس الحائز على جائزة نوبل للأدب سنة 1921،ترجم الرواية صالح الراشد  وصدرت سنة2020 عن دار دوّن للنشر والتوزيع.الرواية الأصلية تعود إلى سنة 1883.

## نبذة عن الرواية
رواية أميرة الأقزام للكاتب الفرنسي أناتول فرانس تدور حول مغامرة خيالية تخوضها البطلة "نحلة" برفقة صديقها في عالم سحري مليء بالمفاجآت والتحديات. تبدأ الأحداث حين تضيع "نحلة" أثناء اللعب في الغابة، لتجد نفسها في مملكة الأقزام، حيث تُواجه مواقف غريبة وشخصيات تتحكم في مصيرها، مثل ملك الأقزام والجنّية الطيبة. يسعى صديقها للعثور عليها، ويخوض بدوره مغامرات عديدة في محاولة للعودة بها إلى العالم الحقيقي. خلال الرحلة، يختبر الاثنان مشاعر الحب، الإخلاص، والشجاعة، ويواجهان اختبارات تُبرز نُبل القيم الإنسانية وسط عالم فانتازي ساحر

## شخصيات الرواية
- نحلة (Bee): البطلة الرئيسية، فتاة صغيرة تُلقّب بـ"أميرة الأقزام"، تتميّز بالفضول والشجاعة، وتخوض رحلة سحرية مليئة بالتحديات لاكتشاف ذاتها والعالم من حولها.
- رفيقها البشري: صديق نحلة الذي يرافقها في مغامرتها، يُجسّد الإخلاص والدعم، ويساعدها في مواجهة العقبات التي تعترض طريقهما.
- ملك الأقزام: شخصية حكيمة وغامضة، يُمثّل السلطة في العالم السحري، ويُقدّم لنحلة اختبارات تُحدّد مصيرها.
- الجنّية الطيبة: تظهر في لحظات حرجة لتُرشد نحلة وتمنحها الأمل، وتُجسّد الخير في عالم مليء بالمفاجآت.
- الكائنات الغريبة: مجموعة من الشخصيات الثانوية التي تُضيف طابعًا فانتازيًا للرواية، مثل الحيوانات الناطقة، الحراس السحريين، والمخلوقات التي تختبر صدق نوايا البطلة.[3]

## اقتباسات من الرواية
"القصة جميلة والحبكة رائعة." تعليق يُبرز بساطة السرد وجاذبية البناء القصصي.
"في عالم الأقزام، لا تُقاس القلوب بالحجم، بل بالصدق." يُجسّد فكرة أن القيم الإنسانية تتفوّق على المظاهر.
"الرحلة ليست في المكان، بل في اكتشاف الذات." اقتباس يُعبّر عن البُعد الفلسفي في مغامرة البطلة.
"الحب لا يحتاج إلى كلمات كثيرة، يكفي أن يكون نقيًا." يُبرز الطابع العاطفي الصادق في الرواية.

## الصداقة في الرواية
في رواية أميرة الأقزام للكاتب الفرنسي أناتول فرانس، تُجسّد الصداقة أحد المحاور الإنسانية الأساسية التي تُضفي على السرد طابعًا وجدانيًا عميقًا، حيث تنشأ علاقة قوية بين البطلة "نحلة" ورفيقها البشري، وتُقدَّم هذه العلاقة بوصفها رابطة قائمة على الإخلاص والدعم المتبادل في مواجهة عالم غامض مليء بالتحديات والمفاجآت. خلال الرحلة، يُظهر الصديق وفاءه لنحلة، ويسعى جاهدًا لإنقاذها والوقوف إلى جانبها، مما يُبرز أن الصداقة الحقيقية لا تُقاس بالظروف بل بالمواقف، وتُصبح في الرواية رمزًا للثقة والتضامن في عالمٍ يختبر القيم الإنسانية باستمرار

## أسلوب الرواية
تتميّز رواية أميرة الأقزام للكاتب الفرنسي أناتول فرانس بأسلوب أدبي يجمع بين الفانتازيا الساحرة والرمزية الإنسانية، حيث ينسج الكاتب حكاية شعبية داخل قالب سردي ممتع يخاطب الخيال والوجدان، مستخدمًا لغة عذبة وبناء سردي بسيط في ظاهره وعميق في دلالاته؛ ويُبرز فرانس من خلال شخصياته ومواقفها قيمًا نبيلة مثل الحب، الأمل، الإخلاص، والوفاء، في إطار من المغامرة والتشويق، وقد انعكس في الرواية ما عُرف عن أعماله من نبل الأسلوب والتعاطف الإنساني العميق، وهو ما أهّله لنيل جائزة نوبل للآداب عام 1921، وتُعد الرواية نموذجًا للأدب الفانتازي الذي يُلائم أصحاب الذوق الرفيع والخيال الجامح.